# Kunsthart

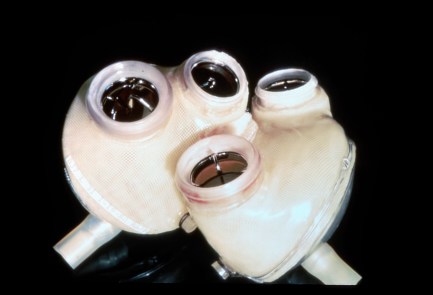
Kunsthart van type Jarvik 7, dat bij Barney Clark werd ingebracht, de eerste persoon met een kunsthart

Een kunsthart is een prothese die het hart vervangt. Een kunsthart verschilt van een hart-longmachine, die buiten het lichaam werkt. Een kunsthart kan jarenlang probleemloos functioneren. Een kunsthart is een uitkomst voor patiënten met ernstig hartfalen, die niet eerder met een harttransplantatie met een donorhart kunnen worden geholpen. Bij de implantatie van een kunsthart wordt het eigen, zieke hart verwijderd. De operatie die daarvoor nodig is lijkt op die van een harttransplantatie.
De Nederlandse internist Willem Kolff, die eerder al in 1943 de kunstnier en in 1956 de hart-longmachine had uitgevonden, heeft in 1957 het kunsthart uitgevonden. In 1969 vond in het Texas Medical Centre in Houston een eerste experiment met een kunsthart plaats, toen voor de 47jarige Haskell Karp niet direct een donorhart beschikbaar was. Hartchirurg Denton Cooley bracht in 47 minuten bij hem een door de Argentijnse chirurg en uitvinder Domingo Liotta ontwikkeld kunsthart in ter overbrugging. Het apparaat was alleen getest in kalveren, en met weinig succes. Karp stierf dan ook na twee dagen.
De eerste persoon ter wereld die een kunsthart kreeg was de Amerikaanse gepensioneerde tandarts Barney Clark (1922-1983). Een transplantatie was voor Clark om verschillende medische redenen niet mogelijk. Hij gaf zich vrijwillig op om het eerste kunsthart te ontvangen. Op 2 december 1982 werd door een team van chirurgen onder leiding van William DeVries van de Universiteit van Utah in Salt Lake City tijdens een zeven en een half uur durende operatie een kunsthart van het type Jarvik 7 ingebracht. Dit hart werd later verboden voor permanent gebruik, omdat de patiënten er slechts maximaal een half jaar mee bleken te leven. Barney Clark leefde na de operatie nog 112 dagen. Een later model, de Jarvik 2000, bleek beter effect te hebben. Op 3 december 2007 overleed de eerste persoon, een Britse man, die in 2000 het eerste permanente kunsthart kreeg. Hij werd 68 jaar en stierf door "meervoudig falen van organen".
Er bestaan inmiddels meer merken kunstharten dan alleen Jarvik.